# Giovanni Molari
Giovanni Molari (Bologna, 11 ottobre 1973) è un ingegnere italiano.
Professore ordinario di meccanica agraria dal 2016, è magnifico rettore dell'Alma Mater Studiorum - Università di Bologna dal 1º novembre 2021.

## Biografia

### Studi e carriera accademica
Diplomatosi al liceo scientifico Augusto Righi di Bologna, nell'ottobre 1998 si laurea in ingegneria meccanica presso l'Alma Mater Studiorum - Università di Bologna con votazione finale di 95/110 e relatore il futuro ministro Francesco Profumo. Due mesi dopo, nel dicembre 1998, ottiene l’abilitazione alla professione di ingegnere.
Nel 2003 consegue un dottorato di ricerca in ingegneria dei materiali presso l’Università di Modena e Reggio Emilia, affiancando gli studi all'attività di ricercatore universitario. Nel 2010 diventa professore associato nel Dipartimento di scienze e tecnologie agro-alimentari dell'Università di Bologna, diventandone direttore nel 2018. Nel 2016 viene promosso a professore ordinario di meccanica agraria nell'ateneo felsineo.
Nel giugno 2021 viene eletto Magnifico Rettore dell'Alma Mater Studiorum - Università di Bologna (sconfiggendo al ballottaggio la giurista Giusella Finocchiaro), carica che ricopre dal 1º novembre 2021.

## Ricerca
I principali temi di ricerca trattati nel corso della sua attività scientifica sono relativi al progetto e alla verifica sperimentale dell'affidabilità della trattrice agricola, alle macchine per la zootecnia, e all'uso delle biomasse e di altre macchine agricole.